# Соляріс (фільм, 1968)
«Соляріс» (рос. Солярис) — радянський двосерійний телеспектакль 1968 року режисерів Борис Ніренбурга та Лідія Ішімбаєвої, створений Головною редакцією літературно-драматичних програм Центрального телебачення. Перша екранізація однойменного роману Станіслава Лема. Прем'єра стрічки відбулась 8 жовтня 1968 року.

## Синопсис
XXI століття. Увага вчених світу прикута до далекої, невідомої планети Соляріс. На ній виявлено органічне життя у формі гігантського океану протоплазми, що покриває всю планету. Океан проявляє ознаки свідомої діяльності, але всі спроби землян встановити з ним контакт закінчуються невдачею. 
На орбітальній станції Соляріса відбуваються незрозумілі речі. Екіпаж розуміє, що їх думки почали матеріалізуватися.

## У ролях
| Актор               | Роль         |
| ------------------- | ------------ |
| Василь Лановий      | Кріс Кельвін |
| Антоніна Пілюс      | Харі         |
| Володимир Етуш      | Снаут        |
| Віктор Зозулін      | Сарторіус    |
| Анатолій Кацінський | епізод       |
| В'ячеслав Дугін     | епізод       |

## Знімальна група
- Режисери — Лідія Ішімбаєва[ru], Борис Ніренбург[ru]
- Сценарій — Станіслав Лем, Микола Кемарський
- Оператори — Юрій Бугна, Борис Кипарисов, Валерій Ревич
- Художник — А. Грачов
- Звукорежисер — Р. Кольцина
- Музичний редактор — А. Кліот
- Монтаж — В. Міненок
- Костюми — В. Гмиря
- Асистенти режисера — Л. Сошнікова, Е. Шмальц
- Асистент оператора — Ст. Нефьодов
- Консультант — кандидат технічних наук Ю. С. Ілюшин
- Редактор — Г. Енгєєва